# Locomotiva FS 423
Le locomotive gruppo 423 erano locomotive a vapore con tender, a 2 cilindri a semplice espansione, di costruzione austriaca che le Ferrovie dello Stato italiane acquisirono in seguito alla ripartizione del parco rotabili della Südbahn conseguente alla fine della prima guerra mondiale.

## Storia
Le 21 locomotive appartenevano al gruppo 35d della Südbahn (numerate 2012–2032) ed erano state costruite dalla fabbriva di locomotive di Wiener Neustädt tra il 1883 e il 1897. Alla fine della prima guerra mondiale venne acquisito un primo gruppo di 16 locomotive con classificazione nel gruppo 423 e numeri progressivi 001–016. In seguito al Trattato di Saint Germain che definiva la nuova ripartizione dei territori dell'impero sconfitto, con la consegna nel 1923 delle ultime cinque unità, l'intero gruppo di locomotive assieme agli impianti fissi venne incorporato nella dotazione patrimoniale delle FS italiane portando a 21 unità la consistenza del gruppo 423. Le locomotive ebbero vita breve e furono radiate dopo pochi anni entro il 1930.

## Caratteristiche
Le locomotive ricevute erano obsolete come concezione in quanto a vapore saturo, a 2 cilindri e a semplice espansione. La loro velocità massima era di 36 km/h

## Corrispondenza locomotive ex SB e numerazione FS[3]
| Numero e gruppo FS | numero e gruppo SB | Fabbrica  | anno di fabbricazione | Demolizione o alienazione |
| ------------------ | ------------------ | --------- | --------------------- | ------------------------- |
| 423.001            | 35.2013            | Wiener N. | 1883                  | 1924                      |
| 423.002            | 35.2015            | Wiener N. | 1883                  | 1924                      |
| 423.003            | 35.2018            | Wiener N. | 1884                  | 1923                      |
| 423.004            | 35.2027            | Wiener N. | 1894                  | 1925                      |
| 423.005            | 35.2031            | Wiener N. | 1897                  | 1924                      |
| 423.006            | 35.2032            | Wiener N. | 1897                  | 1929                      |
| 423.007            | 35.2012            | Wiener N. | 1883                  | -                         |
| 423.008            | 35.2016            | Wiener N. | 1883                  | -                         |
| 423.009            | 35.2017            | Wiener N. | 1883                  | -                         |
| 423.010            | 35.2019            | Wiener N. | 1884                  | -                         |
| 423.011            | 35.2020            | Wiener N. | 1884                  | -                         |
| 423.012            | 35.2023            | Wiener N. | 1893                  | -                         |
| 423.013            | 35.2026            | Wiener N. | 1894                  | -                         |
| 423.014            | 35.2028            | Wiener N. | 1895                  | -                         |
| 423.015            | 35.2029            | Wiener N. | 1895                  | -                         |
| 423.016            | 35.2030            | Wiener N. | 1897                  | -                         |
| 423.017            | 35.2014            | Wiener N. | 1883                  | -                         |
| 423.018            | 35.2021            | Wiener N. | 1884                  | -                         |
| 423.019            | 35.2022            | Wiener N. | 1893                  | -                         |
| 423.020            | 35.2024            | Wiener N. | 1893                  | -                         |
| 423.021            | 35.2025            | Wiener N. | 1894                  | -                         |